# 구마노다촌
구마노다촌(일본어: 熊野田村)은 일본 오사카부 데시마군·도요노군에 설치되었던 촌이다. 현재의 도요나카시에 해당한다.